# Sonata cho 2 đàn piano cung Rê trưởng (Mozart)
Sonata cho 2 đàn Piano cung Rê trưởng, K. 448, là tác phẩm sáng tác bởi Wolfgang Amadeus Mozart vào năm 1781, khi ông 25 tuổi. Nó được viết theo mô hình sonata nhịp nhanh truyền thống, với ba phần. Sonata được sáng tác cho một buổi biểu diễn của ông với nhạc sĩ piano Josepha Auernhammer. Mozart sáng tác này theo phong cách galant, cả với giai điệu và nhịp điệu. Đây là một trong số ít tác phẩm mà ông viết cho 2 đàn piano. bản sonata này cũng được sử dụng trong khoa học nghiên cứu, kiểm tra giả thuyết "hiện tượng Mozart", cho thấy rằng nhạc cổ điển làm tăng các hoạt động tích cực của não so với những thể loại nhạc khác.

## Mô tả
Sonata được viết theo ba phần,
1. Allegro spirito
2. Andante ở Sol trưởng
3. Molto Allegro.

### Allegro spirito
Phần đầu tiên bắt đầu với Rê trưởng, với một cách giới thiệu chủ đề mạnh mẽ. Hai cây đàn piano phối hợp phơi bày giai điệu chính, và khi các chủ đề được trình bày thì cả hai chơi nó cùng một lúc. Mozart dành chút thời gian trong sự phát triển giới thiệu một chủ đề mới không giống hầu hết các bản sonata hình thức, và bắt đầu bản tóm tắt, lặp đi lặp lại chủ đề đầu tiên.

### Andante
Phần thứ hai được viết trong một mô hình ABA nghiêm ngặt.

### Molto Allegro
Molto Allegro bắt đầu với một phi chủ đề. Các nhịp được sử dụng trong phong trào này cũng giống như những giai điệu trong bản hành khúc Thổ Nhĩ Kì nổi tiếng. 

## Hiện tượng Mozart
Theo tổ chức nghiên cứu thần kinh Anh Quốc,  Mozart K 448 có thể có "hiệu ứng Mozart", trong đó nghe bản sonata góp phần cải thiện chức năng nhận biết không gian, khả năng suy luận, và giảm số cơn động kinh ở người bị động kinh.